# Pischetsried
Pischetsried ist ein Gemeindeteil von Münsing im oberbayerischen Landkreis Bad Tölz-Wolfratshausen. Der Weiler liegt am Starnberger See.

## Geschichte

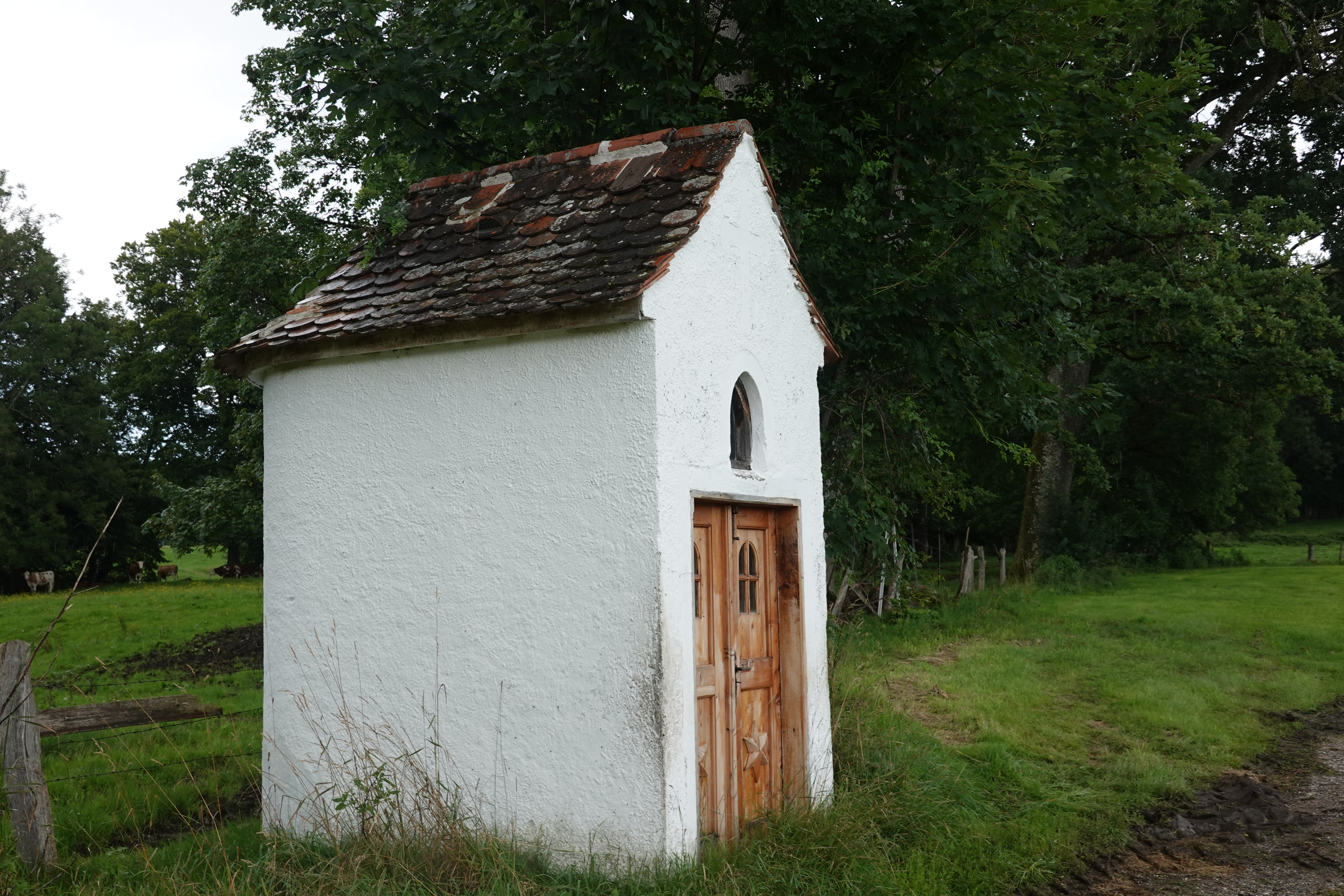
Weilerkapelle in Pischetsried

Im 11. Jahrhundert wurde der Ortsname als „Piscofesriet“ schriftlich genannt.

## Baudenkmäler
Siehe auch: Baudenkmäler in Pischetsried
- Weilerkapelle